# 反元勢力列表
宋朝滅亡之後，反元運動從未中輟。
- 1277年，福建的黄广德
- 1280年，江西的杜可用
- 1282年，广东的林桂芳、赵良钤
- 1289年，浙江的杨振龙
- 1296年，江西的刘六十
- 1303年，广西的黄德宁
- 1320年，陕西的圆明和尚
- 1337年，广东的朱光卿
- 1338年，湖北的周子旺

至元朝末年，在各地割據者有：
- 方國珍據台州（浙江臨海），有浙東之地。
- 韓山童等，以白蓮教術擾亂江淮之間。
- 張士誠起泰州，據高郵、平江，有浙西之地。
- 劉福通起穎上（安徽），迎白蓮教首長韓山童子韓林兒為帝，號小明王，國號宋，都亳州。
- 陳友諒據江州（江西九江），有湖廣及江西地。
- 陳友定據延平（福建南平）有閩海之地。
- 何真據東莞（廣東），有廣東諸地。
- 明玉珍據成都，有四川之地。
- 梁王及段氏，起雲南，分據雲南滇洱之地。